# Кросби, Бинг
Га́рри Ли́ллис «Бинг» Кро́сби; англ. Harry Lillis «Bing» Crosby; 3 мая 1903, Такома, Вашингтон, США — 14 октября 1977[…], Алькобендас, Испания) — американский певец и актёр, один из самых успешных исполнителей в истории США. Основоположник и мастер эстрадно-джазовой крунерской манеры пения. Известен как первый исполнитель многих «вечнозелёных» джазовых хитов (в том числе в стилях свинг и диксиленд). За музыкальную драму «Идти своим путём» получил в 1944 году «Оскар» за лучшую мужскую роль. Его рождественский шлягер «White Christmas» занесён в Книгу рекордов Гиннесса как самый продаваемый сингл всех времён.
Оценки числа проданных записей Кросби сильно разнятся; можно встретить утверждения, что их общий тираж превышает миллиард. Из-за отсутствия в Америке 1930-х и 1940-х годов единого рейтинга продаж (а также частой смены составителями чартов методологии подсчёта) не менее сложно посчитать количество шлягеров Кросби, возглавлявших национальные чарты (чаще всего встречается цифра 38). Как бы то ни было, историки популярной музыки солидарны в том, что в 1930-е и 1940-е годы (вплоть до восхождения звезды Фрэнка Синатры) Кросби превосходил по успешности и популярности всех прочих американских музыкантов.

## Биография
Гарри Кросби родился 3 мая 1903 года в Такоме, штат Вашингтон. В 1906 году семья Кросби переехала в Спокан. Его родителями были Гарри Лиллис Кросби (1870—1950), бухгалтер, и Кэтрин Хелен Кросби (урождённая Харриган, 1873—1964). Гарри-младший был четвёртым из семи детей в семье.
В 1910 году Гарри Кросби получил прозвище «Бинго из Бингвилля», по ассоциации с изданной в это время пародией на деревенский бюллетень The Bingville Bugle. В конце концов, укоротившись, оно стало его именем — Бинг.
В 1917 году Кросби нашёл временную работу в театре Спокана, где увидел лучших исполнителей того времени, включая Эла Джолсона. В 1920 году Кросби окончил школу и поступил в Университет Гонзага, но обучение не завершил, решив сосредоточиться на карьере певца, которая приносила больший доход. В 1937 году университет присвоил Кросби почётную степень доктора.
Музыкальная карьера Кросби длилась с 1926 до самой смерти в 1977 году. Начиная в симфоджазовом оркестре Пола Уайтмена, Кросби рано осознал возможности микрофона, который позволял певцам непринуждённо петь «в нос», не напрягая голосовых связок. Использование микрофона позволило отказаться от манерно-утрированной манеры исполнения, характерной для исполнителей начала XX века.
Бинг Кросби первым в США стал записывать свои радиошоу по заранее подготовленному сценарию, ориентируясь на методику съёмок голливудских фильмов. В середине XX века он считался «локомотивом» музыкального радио, на передачи которого ориентировались другие. Он одним из первых в США оценил достоинства изобретённого в Германии магнитофона и ещё в 1940-е годы, едва ли не первым из американских «звёзд», стал записываться на магнитной плёнке.
Обладатель приятного баритона, Кросби был одним из первых белых исполнителей, обладавшим подлинным чувством свинга, широко применявшим методы джазовой фразировки (ритмические особенности, блюзовый звукоряд, элементы скэт-вокала), выработавшим непринужденную и доверительную манеру подачи материала. Романтический и иронический образы удавались ему одинаково хорошо.
Хотя современным поколениям Кросби более известен по рождественским песням, именно Кросби заложил архетип американского эстрадного певца, который позже воплощали Фрэнк Синатра, Дин Мартин, Перри Комо и другие. Кросби до сих пор принадлежит множество рекордов в области звукозаписи.
Как актёр он пользовался не меньшей популярностью, исполнив за свою полувековую карьеру более 100 киноролей. Был удостоен «Оскара» за роль отца О’Мэлли в музыкальной трагикомедии «Идти своим путём» (1944). Вершины актёрского мастерства достиг в остросоциальной драме «Деревенская девушка» (1954), перевоплотившись в образ забытого актёра-алкоголика.
С началом эпохи рок-н-ролла Кросби уже не царил в чартах, как раньше. Тем не менее он оставался заметной фигурой: дружил и записывался вместе с Бобом Хоупом, сотрудничал с Луи Армстронгом (среди их совместных записей — «Gone Fishin'»), снимался в кино, вёл собственные телешоу. Среди многочисленных дуэтов Бинга с другими «звёздами» есть даже рождественский дуэт с Дэвидом Боуи.

## Успех
За свою долгую карьеру Бинг Кросби осуществил более 2000 коммерческих записей и принял участие в более чем 4000 радиопередачах. Популярность Кросби достигла пика в середине 1940-х годов, когда любому фильму с его участием был гарантирован успех у зрителей. Один из проведённых тогда опросов установил, что о Бинге тогда слышали больше американцев, чем о папе римском.
У Бинга три звезды на Голливудской аллее славы: за вклад в развитие киноиндустрии — 1611, за вклад в развитие музыкальной индустрии — 6751, за вклад в развитие индустрии радио — 6700.

## Личная жизнь
Бинг Кросби был дважды женат. Его первой супругой была актриса Дикси Ли, которая родила ему четырёх сыновей. После её смерти он женился на актрисе Кэтрин Грант, ставшей матерью его двоих сыновей (Гарри и Натаньель) и дочери (Мэри Фрэнсис).
Кросби занимался гольфом и интересовался другими видами спорта, в частности разводил чистокровных верховых лошадей и владел ипподромами. Бейсбольная команда «Питтсбург Пайрэтс» в те годы, когда Кросби был одним из её совладельцев, дважды выигрывала мировую серию.
В последние годы певец страдал от болей в спине и сердечных проблем. Умер 14 октября 1977 года на мадридском поле для гольфа, перенеся обширный инфаркт. Последними словами Кросби были: «Это была славная игра, парни».

## Фильмография
- 1966 — Дилижанс / Stagecoach … Doc Josiah Boone
- Шоу Бинга Кросби (сериал) (1964—1965) / Bing Crosby Show, The … Bing Collins
- 1964 — Робин и 7 гангстеров / Robin and the 7 Hoods … Allen A. Dale
- Боб Хоуп представляет (сериал) (1963—1967) / Bob Hope Presents the Chrysler Theatre
- 1962 — Дорога в Гонконг / Road to Hong Kong, The … Harry Turner
- Давно пора (1960) / High Time
- 1957 — Джокер / Joker Is Wild, The … Vocalist, 'June in January', в титрах не указан
- В огне (1957) / Man on Fire … Earl Carleton
- Что бы ни случилось (1956) / Anything Goes … Bill Benson
- Высшее общество (1956) / High Society … C.K. Dexter-Haven
- Деревенская девушка (1954) / Country Girl, The … Frank Elgin
- Светлое Рождество (1954) / White Christmas … Bob Wallace
- Потерянный мальчик (1953) / Little Boy Lost … Bill Wainwright
- Напуганные до смерти (1953) / Scared Stiff … Skeleton, в титрах не указан
- Дорога на Бали (1952) / Road to Bali … George Cochran
- Только для тебя (1952) / Just for You … Jordan Blake
- Сын бледнолицего (1952) / Son of Paleface … Man driving car in inserted clip, в титрах не указан
- Величайшее шоу мира (1952) / Greatest Show on Earth, The … Spectator, в титрах не указан
- Ангелы у кромки поля (1951) / Angels in the Outfield
- Жених возвращается (1951) / Here Comes the Groom … Peter 'Pete' Garvey
- Мистер Музыка (1950) / Mr. Music … Paul Merrick
- Стремясь высоко (1950) / Riding High … Dan Brooks
- Приключения Икебода и мистера Тодда (1949) / Adventures of Ichabod and Mr. Toad, The … рассказчик
- Янки при дворе короля Артура (1949) /A Connecticut Yankee in King Arthur’s Court … Hank Martin
- Императорский вальс (1948) / Emperor Waltz, The … Virgil Smith
- Дорога в Рио (1947) / Road to Rio … Scat Sweeney
- Добро пожаловать, незнакомец (1947) / Welcome Stranger … Dr. James 'Jim' Pearson
- Моя любимая брюнетка (1947) / My Favorite Brunette … Harry, в титрах не указан
- Голубые небеса (1946) / Blue Skies … Johnny Adams
- Дорога в Утопию (1946) / Road to Utopia … Duke Johnson, Junior Hooton
- Колокола Святой Марии (1945) / Bells of St. Mary’s, The … Father Chuck O’Malley
- Вне этого мира (1945) / Out of This World … Herbie’s singing voice, в титрах не указан
- Сюда набегают волны (1944) / Here Come the Waves … Johnny Cabot
- Принцесса и пират (1944) / Princess and the Pirate, The … Commoner on king’s ship, в титрах не указан
- Идти своим путём (1944) / Going My Way … Father Chuck O’Malley
- Меня накрыли (1943) They Got Me Covered … The music box, озвучка, в титрах не указан
- Дорога в Марокко (1942) / Road to Morocco … Jeff Peters
- Праздничная гостиница (1942) / Holiday Inn … Jim Hardy
- Моя любимая блондинка (1942) / My Favorite Blonde … Man Outside Union Hall -
- Рождение блюза (1941) / Birth of the Blues … Jeff Lambert
- Дорога на Занзибар (1941) / Road to Zanzibar … Chuck Reardon
- Ритм на реке (1940) / Rhythm on the River … Bob Sommers
- Дорога в Сингапур (1940) / Road to Singapore … Joshua 'Josh' Mallon V
- Свадьба на Вайкики (1937) / Waikiki Wedding … Tony Marvin
- Пенни с неба (1936) / Pennies from Heaven … Larry Poole
- Ритм на кручах (1936)/ Rhythm on the Range … Jeff Larabee
- Миссисипи (1935) / Mississippi … Tom Grayson
- Она меня не любит (1934) / She Loves Me Not … Paul Lawton
- Не одеваясь (1934) / We’re Not Dressing … Stephen Jones
- Большая телепередача (1932) / The Big Broadcast … Bing Crosby
- Достать до Луны (1930) / Reaching for the Moon … Singer

### на английском языке
- Bing Crosby's Irish Song Collection (1949). Edwin H. Morris & Company, Inc., 49 pages.
- Bookbinder, Robert (1977). The Films of Bing Crosby. Lyle Stuart, 227 pages. ISBN 978-0-8065-0598-5
- Cottrell, Wayne (2019). Top Popular Music of the Early 20th Century: 1900—1949 — Rankings, Artists & Links. Wayne D. Cottrell, 264 pages. ISBN 978-0-5784-7243-0
- Giddins, Gary (2002). Bing Crosby: A Pocketful of Dreams-The Early Years 1903—1940. Back Bay Books, 768 pages. ISBN 978-0-3168-8645-1
- Giddins, Gary (2018). Bing Crosby: Swinging on a Star: The War Years, 1940—1946. Little Brown, 627 pages. ISBN 978-0-3164-1234-6
- Grudens, Richard (2002). Bing Crosby: Crooner of the Century. Celebrity Profiles Inc., 275 pages. ISBN 978-1-5757-9248-4
- Olsen, David C. (1984). Bing Crosby Favorite Songs: Piano / Vocal / Chords. Alfred Music, 84 pages. ISBN 978-0-8989-8612-9
- Pitts, Michael and Hoffmann, Frank; Carty, Dick (assistant), Bedoian, Jim (assistant) (2001). The Rise of the Crooners: Gene Austin, Russ Columbo, Bing Crosby, Nick Lucas, Johnny Marvin and Rudy Vallee. Scarecrow Press, 312 pages. ISBN 978-0-8108-4081-2
- Prigozy, Ruth and  Raubicheck,  Walter (Editors); Dick, Bernard F. (Contributor) (2007). Going My Way: Bing Crosby and American Culture. University of Rochester Press, 228 pages. ISBN 978-1-5804-6261-7
- Richliano, James A. (2002). Angels We Have Heard: The Christmas Song Stories. Chatham, New York: Star of Bethlehem Books, 464 pages. ISBN 978-0-9718-8100-6
- Thomas, Nick (2011). Raised by the Stars: Interviews with 29 Children of Hollywood Actors. McFarland, 249 pages, ill. ISBN 978-0-7864-6403-6
- Timothy A. Morgereth (1987). Bing Crosby: A Discography, Radio Program List and Filmography. McFarland Publishing, 554 pages. ISBN 978-0-8995-0210-6